# Shuguang Zhang
Shuguang Zhang ist ein US-amerikanischer Biophysiker chinesischer Abstammung und Träger der Wilhelm-Exner-Medaille.

## Leben
Shuguang Zhang studierte Biochemie an der Sichuan-Universität in Chengdu. 1988 wurde er in den USA an der University of California in Santa Barbara promoviert. Er arbeitet heute als Professor am Center for Biomedical Engineering beim Massachusetts Institute of Technology.

## Wirken
Shuguang Zhang entdeckte eine Gruppe von Peptiden, welche sich unter physiologischen Bedingungen spontan zu Aggregaten und Netzwerken organisieren. Für diese Entdeckung erhielt er zahlreiche Anerkennungen und Auszeichnungen. Zhang ist auch weltweit als Berater von zahlreichen Unternehmen tätig. Sein eigenes Unternehmen 3D Matrix entwickelte zahlreiche Produkte zur Regeneration von Gewebe, zur Wundheilung und zur Nervenregeneration. Shuguang Zhang gründete für die Verwertung der Peptid-Nanostrukturen ein weiteres Unternehmen NZ3i, das sich als Zulieferer für die Kosmetikindustrie und die pharmazeutische Industrie am Markt positioniert hat.

## Auszeichnungen
- 2006: Wilhelm-Exner-Medaille
- 2020: Emil Thomas Kaiser Auszeichnung